# Vil, Liubeșiv
Vil (în ucraineană Віл) este un sat în comuna Berezîci din raionul Liubeșiv, regiunea Volînia, Ucraina.

## Demografie
Componența lingvistică a localității Vil
     Ucraineană (100%)
Conform recensământului din 2001, toată populația localității Vil era vorbitoare de ucraineană (100%).